# Petlikowce Stare (gmina)
Petlikowce Stare – dawna gmina wiejska w powiecie buczackim województwa tarnopolskiego II Rzeczypospolitej. Siedzibą gminy były Petlikowce Stare.
Gminę utworzono 1 sierpnia 1934 r. w ramach reformy na podstawie ustawy scaleniowej z dotychczasowych gmin wiejskich: Bielawińce, Bobulińce, Dobropole, Kujdanów, Kurdwanówka, Ossowce, Petlikowce Nowe i Petlikowce Stare.
Od września 1939 do lipca 1941 gmina znajdowała się pod okupacją ZSRR, a 1 sierpnia 1941 weszła w skład Generalnego Gubernatorstwa i nowo utworzonego dystryktu Galicja. Przyłączono wówczas do niej gromadę Zielona ze zniesionej gminy Podzameczek oraz gromadę Przewłoka ze zniesionej gminy Jezierzany; z dawnego obszaru gminy wyodrębniono natomiast dwie nowe gromady - Mateuszówka i Puszkary. Gmina przynależała odtąd do powiatu czortkowskiego (Kreishauptmannschaft Czortków). W 1943 roku gmina składała się z 12 gromad i liczyła 16.599 mieszkańców.
Po II wojnie światowej obszar gminy został włączony w struktury ZSRR (jako część Ukraińskiej SRR).